# Acronicta ovata
Acronicta ovata là một loài bướm đêm trong họ Noctuidae.